# Prémio Screen Actors Guild de melhor ator em série dramática
Os Prémios Screen Actors Guild para melhor actor numa série dramática são dados pelos Screen Actors Guild para honrar as melhores realizações de actores no gênero drama na televisão.

## Vencedores e nomeados

### Anos 1990
| - 1994: Dennis Franz, em NYPD Blue - Hector Elizondo, em Chicago Hope - Mandy Patinkin, em Chicago Hope - Tom Skerritt, em Picket Fences - Patrick Stewart, em Star Trek: The Next Generation - 1995: Anthony Edwards, em E.R. - George Clooney, em E.R. - Dennis Franz, em NYPD Blue - Jimmy Smits, em NYPD Blue - David Duchovny, em The X-Files - 1996: Dennis Franz, em NYPD Blue - George Clooney, em E.R. - Anthony Edwards, em E.R. - Jimmy Smits, em NYPD Blue - David Duchovny, em The X-Files | - 1997: Anthony Edwards, em E.R. - Sam Waterston, em Law & Order - Dennis Franz, em NYPD Blue - Jimmy Smits, em NYPD Blue - David Duchovny, em The X-Files - 1998: Sam Waterston, em Law & Order - Anthony Edwards, em E.R. - Dennis Franz, em NYPD Blue - Jimmy Smits, em NYPD Blue - David Duchovny, em The X-Files - 1999: James Gandolfini, em The Sopranos - Dennis Franz, em NYPD Blue - Jimmy Smits, em NYPD Blue - Martin Sheen, em The West Wing - David Duchovny, em The X-Files |

### Anos 2000
| - 2000: Martin Sheen, em The West Wing - Anthony Edwards, em E.R. - Timothy Daly em The Fugitive - Dennis Franz, em NYPD Blue - James Gandolfini, em The Sopranos - 2001: Martin Sheen, em The West Wing - Richard Dreyfuss, em The Education of Max Bickford - Dennis Franz, em NYPD Blue - Peter Krause, em Six Feet Under - James Gandolfini, em The Sopranos - 2002: James Gandolfini, em The Sopranos - Kiefer Sutherland, em 24 - Treat Williams, em Everwood - Michael Chiklis, em The Shield - Martin Sheen, em The West Wing | - 2003: Kiefer Sutherland, em 24 - Treat Williams, em Everwood - Peter Krause, em Six Feet Under - Martin Sheen, em The West Wing - Anthony LaPaglia, em Without a Trace - 2004: Jerry Orbach, em Law & Order - Kiefer Sutherland, em 24 - Hank Azaria, em Huff - James Gandolfini, em The Sopranos - Anthony LaPaglia, em Without a Trace - 2005: Kiefer Sutherland, em 24 - Ian McShane, em Deadwood - Patrick Dempsey, em Grey's Anatomy - Hugh Laurie, em House, M.D. - Alan Alda, em The West Wing |

| Ano  | Vencedor e indicados/nomeados | Série         | Papel         |
| ---- | ----------------------------- | ------------- | ------------- |
| 2006 | Hugh Laurie                   | House, M.D.   | Gregory House |
| 2006 | James Gandolfini              | The Sopranos  | Tony Soprano  |
| 2006 | Michael C. Hall               | Dexter        | Dexter Morgan |
| 2006 | James Spader                  | Boston Legal  | Alan Shore    |
| 2006 | Kiefer Sutherland             | 24            | Jack Bauer    |
| 2007 | James Gandolfini              | The Sopranos  | Tony Soprano  |
| 2007 | Michael C. Hall               | Dexter        | Dexter Morgan |
| 2007 | Jon Hamm                      | Mad Men       | Don Draper    |
| 2007 | Hugh Laurie                   | House, M.D.   | Gregory House |
| 2007 | James Spader                  | Boston Legal  | Alan Shore    |
| 2008 | Hugh Laurie                   | House, M.D.   | Gregory House |
| 2008 | Michael C. Hall               | Dexter        | Dexter Morgan |
| 2008 | Jon Hamm                      | Mad Men       | Don Draper    |
| 2008 | William Shatner               | Boston Legal  | Denny Crane   |
| 2008 | James Spader                  | Boston Legal  | Alan Shore    |
| 2009 | Michael C. Hall               | Dexter        | Dexter Morgan |
| 2009 | Simon Baker                   | The Mentalist | Patrick Jane  |
| 2009 | Bryan Cranston                | Breaking Bad  | Walter White  |
| 2009 | Jon Hamm                      | Mad Men       | Don Draper    |
| 2009 | Hugh Laurie                   | House, M.D.   | Gregory House |

### Anos 2010
| Ano  | Vencedores e nomeados | Série                  | Papel                     |
| ---- | --------------------- | ---------------------- | ------------------------- |
| 2010 | Steve Buscemi         | Boardwalk Empire       | Nucky Thompson            |
| 2010 | Bryan Cranston        | Breaking Bad           | Walter White              |
| 2010 | Michael C. Hall       | Dexter                 | Dexter Morgan             |
| 2010 | Jon Hamm              | Mad Men                | Don Draper                |
| 2010 | Hugh Laurie           | House                  | Gregory House             |
| 2011 | Steve Buscemi         | Boardwalk Empire       | Nucky Thompson            |
| 2011 | Patrick J. Adams      | Suits                  | Mike Ross                 |
| 2011 | Kyle Chandler         | Friday Night Lights    | Eric Taylor               |
| 2011 | Bryan Cranston        | Breaking Bad           | Walter White              |
| 2011 | Michael C. Hall       | Dexter                 | Dexter Morgan             |
| 2012 | Bryan Cranston        | Breaking Bad           | Walter White              |
| 2012 | Steve Buscemi         | Boardwalk Empire       | Nucky Thompson            |
| 2012 | Jeff Daniels          | The Newsroom           | Will McAvoy               |
| 2012 | Jon Hamm              | Mad Men                | Don Draper                |
| 2012 | Damian Lewis          | Homeland               | Nicholas Brody            |
| 2013 | Bryan Cranston        | Breaking Bad           | Walter White              |
| 2013 | Steve Buscemi         | Boardwalk Empire       | Nucky Thompson            |
| 2013 | Jeff Daniels          | The Newsroom           | Will McAvoy               |
| 2013 | Peter Dinklage        | Game of Thrones        | Tyrion Lannister          |
| 2013 | Kevin Spacey          | House of Cards         | Francis Underwood         |
| 2014 | Kevin Spacey          | House of Cards         | Francis Underwood         |
| 2014 | Steve Buscemi         | Boardwalk Empire       | Nucky Thompson            |
| 2014 | Peter Dinklage        | Game of Thrones        | Tyrion Lannister          |
| 2014 | Woody Harrelson       | True Detective         | Martin Hart               |
| 2014 | Matthew McConaughey   | True Detective         | Rustin Cohle              |
| 2015 | Kevin Spacey          | House of Cards         | Francis Underwood         |
| 2015 | Peter Dinklage        | Game of Thrones        | Tyrion Lannister          |
| 2015 | Jon Hamm              | Mad Men                | Don Draper                |
| 2015 | Rami Malek            | Mr. Robot              | Elliot Alderson           |
| 2015 | Bob Odenkirk          | Better Call Saul       | Saul Goodman              |
| 2016 | John Lithgow          | The Crown              | Winston Churchill         |
| 2016 | Sterling K. Brown     | This Is Us             | Randall Pearson           |
| 2016 | Peter Dinklage        | Game of Thrones        | Tyrion Lannister          |
| 2016 | Rami Malek            | Mr. Robot              | Elliot Alderson           |
| 2016 | Kevin Spacey          | House of Cards         | Francis Underwood         |
| 2017 | Sterling K. Brown     | This Is Us             | Randall Pearson           |
| 2017 | Jason Bateman         | Ozark                  | Marty Byrde               |
| 2017 | Peter Dinklage        | Game of Thrones        | Tyrion Lannister          |
| 2017 | David Harbour         | Stranger Things        | Jim Hopper                |
| 2017 | Bob Odenkirk          | Better Call Saul       | Jimmy McGill              |
| 2018 | Jason Bateman         | Ozark                  | Martin "Marty" Byrde      |
| 2018 | Sterling K. Brown     | This Is Us             | Randall Pearson           |
| 2018 | Joseph Fiennes        | The Handmaid's Tale    | Comandante Fred Waterford |
| 2018 | John Krasinski        | Tom Clancy's Jack Ryan | Jack Ryan                 |
| 2018 | Bob Odenkirk          | Better Call Saul       | Jimmy McGill              |
| 2019 | Peter Dinklage        | Game of Thrones        | Tyrion Lannister          |
| 2019 | Sterling K. Brown     | This Is Us             | Randall Pearson           |
| 2019 | Steve Carell          | The Morning Show       | Mitch Kessler             |
| 2019 | Billy Crudup          | The Morning Show       | Corey Ellison             |
| 2019 | David Harbour         | Stranger Things        | Jim Hopper                |

### Anos 2020
| Ano  | Vencedores e nomeados | Série                 | Papel                                      |
| ---- | --------------------- | --------------------- | ------------------------------------------ |
| 2020 | Jason Bateman         | Ozark                 | Martin "Marty" Byrde                       |
| 2020 | Sterling K. Brown     | This Is Us            | Randall Pearson                            |
| 2020 | Josh O'Connor         | The Crown             | Príncipe Charles                           |
| 2020 | Bob Odenkirk          | Better Call Saul      | Saul Goodman                               |
| 2020 | Regé-Jean Page        | Bridgerton            | Simon Basset, Duque de Hastings            |
| 2021 | Lee Jung-jae          | Squid Game            | Seong Gi-hun                               |
| 2021 | Brian Cox             | Succession            | Logan Roy                                  |
| 2021 | Jeremy Strong         | Succession            | Kendall Roy                                |
| 2021 | Kieran Culkin         | Succession            | Roman Roy                                  |
| 2021 | Billy Crudup          | The Morning Show      | Corey Ellison                              |
| 2022 | Jason Bateman         | Ozark                 | Martin "Marty" Byrde                       |
| 2022 | Adam Scott            | Severance             | Mark Scout                                 |
| 2022 | Jeff Bridges          | The Old Man           | Dan Chase                                  |
| 2022 | Bob Odenkirk          | Better Call Saul      | Saul Goodman / Jimmy McGill / Gene Takavic |
| 2022 | Jonathan Banks        | Better Call Saul      | Mike Ehrmantraut                           |
| 2023 | Pedro Pascal          | The Last of Us        | Joel Miller                                |
| 2023 | Brian Cox             | Succession            | Logan Roy                                  |
| 2023 | Matthew Macfadyen     | Succession            | Tom Wambsgans                              |
| 2023 | Kieran Culkin         | Succession            | Roman Roy                                  |
| 2023 | Billy Crudup          | The Morning Show      | Cory Ellison                               |
| 2024 | Hiroyuki Sanada       | Shōgun                | Lord Yoshii Toranaga                       |
| 2024 | Eddie Redmayne        | The Day of the Jackal | "O Chacal"                                 |
| 2024 | Gary Oldman           | Slow Horses           | Jackson Lamb                               |
| 2024 | Jeff Bridges          | The Old Man           | Dan Chase                                  |
| 2024 | Tadanobu Asano        | Shōgun                | Kashigi Yabushige                          |